# Megan Donahue

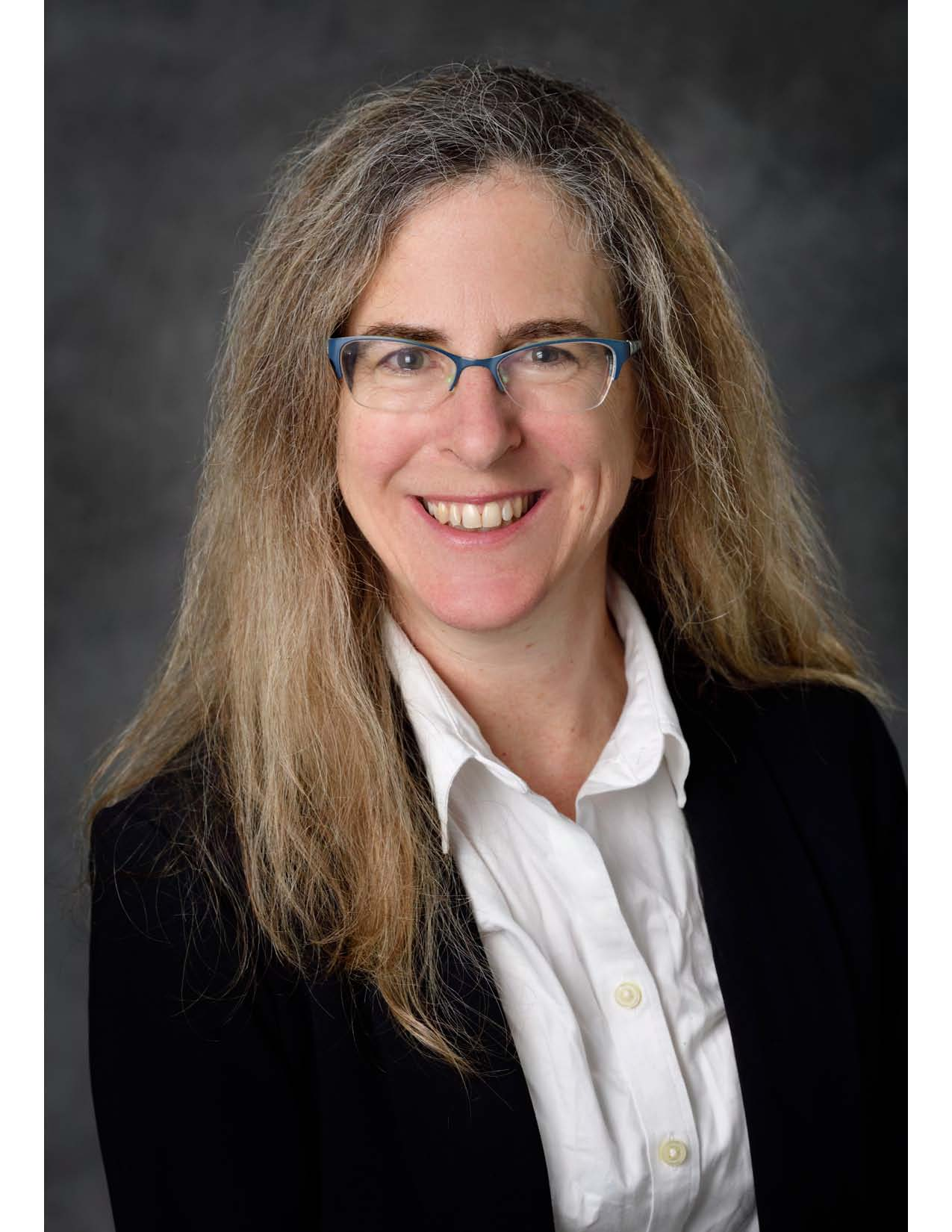
Megan Donahue, 2019

Megan Elizabeth Donahue (* 5. Dezember 1962) ist eine US-amerikanische Astronomin und Astrophysikerin.

## Leben
Megan Donahue wuchs auf einer Farm nahe Inland im Bundesstaat Nebraska auf. Sie besuchte die katholische St. Cecilia Highschool in Hastings / Nebraska. Am Massachusetts Institute of Technology erwarb Donahue 1985 ihren Bachelor of Arts in der Disziplin Physik. Von der University of Colorado wurde ihr 1990 der Doktortitel in Astrophysik verliehen. In ihrer Doktorarbeit befasste sie sich mit Theorie und optischen Beobachtungen von Gas im intergalaktischen Medium und zwischen Galaxienhaufen. Nach ihrer Promotion wirkte sie von 1990 bis 1993  an den Observatorien der Carnegie Institution for Science in Pasadena. Sie forschte dort zu optischen und Röntgenbeobachtungen. Am Space Telescope Science Institute (STScI) in Baltimore, Maryland arbeitete sie von 1993 bis 2003 in verschiedenen Funktionen, unter anderem als Astronomin an der Vorbereitung des James Webb Space Telescope. Anschließend wechselte sie als Associate Professorin an das Department für Physik und Astronomie der Michigan State University. Seit 2008 bekleidet Donahue dort eine Vollprofessur. Schwerpunkt ihrer Forschung sind Galaxien, aktive galaktische Kerne, Dunkle Materie und heißes Gas in Galaxienhaufen. Sie möchte hierdurch nähere Erkenntnisse zu Inhalt des Universums sowie zur Entstehung und Entwicklung von Galaxien erlangen.
Als Präsidentin der American Astronomical Society zeigte sich Donahue solidarisch mit dem Anliegen von Black Lives Matter und verwies auf den nächsten Strategieplan der Gesellschaft, der insbesondere  Vielfalt, Gerechtigkeit und Inklusion in den Fokus stellen werde.

## Auszeichnungen
1993 wurde Donahue mit dem Trumpler Award von der Astronomical Society of the Pacific für ihre Dissertationsarbeit ausgezeichnet. 2011 wurde sie zum Fellow der American Association for the Advancement of Science gewählt.
2017 wurde Megan Donahue zur Präsidentin der American Astronomical Society (AAS) gewählt.

## Schriften
- mit Nicholas Schneider, Jeffrey Bennett und Mark Voit: The Cosmic Perspective. 7. Auflage. Addison-Wesley, 2013, ISBN 978-0-321-83955-8.

### Einzelbelege
1. ↑  Megan Donahue: AAS President Calls on All Members to Support Black Americans Now in  Posts - American Astronomical Society  vom 2. Juli 2020
2. ↑  MSU’s Megan Donahue elected American Astronomical Society president in MSU today, 21. Februar 2017